# Ma Lin (tennis de table)
Pour les articles homonymes, voir Ma Lin.
Dans ce nom chinois, le nom de famille, Ma, précède le nom personnel Lin.
Ma Lin (chinois : 马琳 ; pinyin : mǎ lín), né le 19 février 1980 à Shenyang, Liaoning en Chine est un joueur de tennis de table.

## Biographie
Il a été numéro 1 au classement mondial ITTF de la Fédération internationale de tennis de table (ITTF) pour la première fois en octobre 2002, puis à plusieurs reprises, la dernière étant en septembre 2007. En juin 2013, il est huitième joueur mondial d'après le classement ITTF.
Il fait ses débuts au tennis de table à 5 ans. Il intègre l'équipe provinciale en 1990. En 1994, il rejoint l'équipe nationale chinoise.
Il est considéré comme le meilleur serveur du monde[réf. souhaitée]. Il est champion olympique en simple et par équipes lors des Jeux Olympiques de Pékin en 2008.

## Carrière
Il gagne quatre Coupes du monde (2000, 2003, 2004 et 2006), plus que n'importe quel autre joueur.
Il perd trois finales du Championnat du monde.
C'est En 1999 à Eindhoven qu'il se fait réellement connaître du grand public, bien qu'il ait obtenu des résultats honorables aux tournois de l'ITTF Pro Tour.
Au cours de cette compétition, il gagne en quart de finale contre Vladimir Samsonov, gagne en demi-finale contre le Mozart du Ping Jan Ove Waldner alors qu'il était mené 2 sets à 0 et 10-15 dans le troisième set, et perd en finale aux « avantages » 24-22 du dernier set contre Liu Guoliang.
En 2003 lors des Championnats du monde de Paris à Bercy, il perd en quart de finale  contre le Coréen Joo Se Hyuk.
En 2005 lors des Championnats du monde de Shanghai, il perd en finale contre Wang Liqin.
Après sa finale perdue en 2007 au championnat du monde en simple contre Wang Liqin (et avoir mené 3 set à 1 et 7/1 au 5e set), il a déclaré que son grand-père maternel s'est suicidé avant le début du tournoi.
En 2008, aux jeux olympiques de Pékin, il bat Wang Hao en finale. Sa médaille d'or est l'aboutissement d'une remarquable performance durant toute la compétition.
Après un passage à vide pendant 2 ans, il revient de manière inespérée en équipe chinoise pour les championnats du monde par équipe en 2010. En battant Timo Boll en finale, il donne la victoire à la Chine et démontre à son entraineur que sa présence est indispensable face aux meilleurs joueurs européens.
En fin d'année 2013, l'équipe de tennis de table chinoise décide de rajeunir son effectif et enlève donc de son équipe nationale Ma Lin et Wanq Liqin.

## Style de jeu
Ma Lin utilise la prise porte-plume. Cependant, en plus du traditionnel « bloc revers » qui consiste à utiliser la face coup droit pour bloquer en revers, il utilise également le « revers à l'envers » (reverse backhand) pour attaquer principalement en top spin lors du démarrage.
Il a donc trois possibilités différentes durant le jeu (coup droit, revers, revers à l'envers). Le « revers à l'envers » est une innovation pour compenser la traditionnelle faiblesse de la prise « porte-plume » du côté revers.
Son point fort est la gestion des trois premières balles qui consiste à démarrer très fort en coup droit (surtout en pivot) directement après la remise de son service par l'adversaire, et très souvent un coup gagnant (ses bons services l'aidant grandement à la réalisation de ce coup). Ma Lin possède un toucher de balle hors du commun, ce qui lui permet de maîtriser mieux les trois premières balles que la plupart de ses adversaires même de très haut niveau. Depuis sa victoire aux Jeux Olympiques 2008, il a modifié son jeu pour rendre celui-ci plus efficace. Il a ainsi un topspin revers très efficace (à l'image de Wang Hao) qu'il utilise plus souvent loin de la table, avec beaucoup de vitesse et de rotation. Ainsi son jeu est beaucoup plus équilibré entre son coup droit et revers et devient très puissant des deux côtés.

## Équipement
Ma Lin utilise le bois "Yasaka Ma Lin Extra Offensive", le revêtement "DHS TG2 Blue Sponge" en coup droit et le "Bryce Speed FX" en revers.

## Palmarès
C'est un résumé du palmarès. Les références apportent une information plus complète.
- 1999
  -  vice-champion du monde en simple à Eindhoven aux Pays-Bas
  -  champion du monde en double mixte à Eindhoven aux Pays-Bas (avec Zhang Yining)
  -  vainqueur de la finale de l'ITTF Pro Tour en double à Sydney en Australie
- 2000
  -  vainqueur de la coupe du monde à Yangzhou en Chine
  -  vice-champion du monde par équipe à Kuala Lumpur en Malaisie
- 2001
  -  demi-finaliste aux championnats du monde en simple à Osaka au Japon
  -  champion du monde par équipe à Osaka au Japon
  -  vainqueur de la finale de l'ITTF Pro Tour en simple à Hainan en Chine
- 2002
  -  vainqueur de la finale de l'ITTF Pro Tour en double à Stockholm en Suède
- 2003
  -  demi-finaliste aux championnats du monde en double homme à Paris en France (avec Qin Zhijian)
  -  champion du monde en double mixte à Paris en France (avec Wang Nan)
  -  vainqueur de la coupe du monde à Jiangyin en Chine
  -  Vainqueur de la finale de l'ITTF Pro Tour en double à Canton (Guangzhou) en Chine (avec Chen Qi)
- 2004
  -  champion olympique en double homme à Athènes en Grèce (avec Chen Qi)
  -  vainqueur de la coupe du monde à Hangzhou en Chine
  -  champion du monde par équipe à Doha au Qatar
  -  vainqueur de la finale de l'ITTF Pro Tour en double à Pékin en Chine (avec Chen Qi)
- 2005
  -  vice-champion du monde en simple à Shanghai en Chine
  -  demi-finaliste aux championnats du monde en double homme à Shanghai en Chine (avec Chen Qi)
- 2006
  -  vainqueur de la coupe du monde à Paris en France
  -  champion du monde par équipe à Brême en Allemagne
- 2007
  -  vice-champion du monde en simple à Zagreb en Croatie
  -  champion du monde en double homme à Zagreb en Croatie (avec Chen Qi)
  -  vice-champion du monde en double mixte à Zagreb en Croatie (avec Wang Nan)
  -  vainqueur de la finale de l'ITTF Pro Tour en simple à Pékin en Chine
  -  vainqueur de la coupe du monde par équipe à Magdebourg en Allemagne
- 2008
  -  champion du monde par équipe à Guangzhou en Chine
  -  champion olympique en simple à Pékin en Chine
  -  champion olympique par équipe à Pékin en Chine
- 2009
  -  demi-finaliste aux championnats du monde en simple à Yokohama au Japon